# Lac Montbeillard
Pour les articles homonymes, voir Montbeillard.
Le lac Montbeillard est un plan d'eau douce traversé par la rivière Beauchastel et situé le quartier de Beaudry, dans la ville de Rouyn-Noranda, dans la région administrative de l'Abitibi-Témiscamingue, au Québec, au Canada.
Le village de Beaudry est situé à 1,8 km à l’Ouest de la partie Nord du lac Montbeillard. Le chemin du rang Chaîné dessert la rive Est du lac et le boulevard Témiscamingue, la rive Ouest du lac.
La foresterie s’avère la principale activité économique du secteur ; les activités récréotouristiques arrivent en second.
L’île Moly qui s’avère l’île la plus importante est située au centre Nord du lac. Le compte comporte deux zones de marais, soit de chaque côté de l’embouchure et une autre zone autour d’une baie de la rive Est.
Annuellement, la surface du lac est généralement gelée de la mi-novembre à la fin avril, néanmoins, la période de circulation sécuritaire sur la glace est habituellement de la mi-décembre à la mi-avril. Une zone de marais entoure une baie au Nord-Est et la zone au Sud de l’embouchure du lac, situé au Sud-Est.

## Géographie
Les bassins versants voisins du lac Montbeillard sont :
- côté Nord : lac Beauchastel, rivière Beauchastel, rivière Pelletier, rivière La Bruère ;
- côté Est : rivière à Pressé, lac Bruyère, rivière Kinojévis, lac Kinojévis, rivière Bellecombe ;
- côté Sud : lac Provancher, rivière Beauchastel, lac Fréchette ;
- côté Ouest : lac Opasatica, lac Évain, lac Boisclair.

Le lac Montbeillard est alimenté surtout par la rivière Beauchastel et la rivière à Pressé.
L’embouchure du lac Montbeillard est situé à 15,2 km au Sud-Ouest du centre-ville de Rouyn-Noranda ; à 15,5 km au Sud-Ouest de l’embouchure de la rivière Beauchastel ; à 40,8 km au Nord-Ouest de la confluence de la rivière Kinojévis et de la rivière des Outaouais ; à 47,1 km au Sud-Ouest du lac Chassignolle.

## Toponymie
L'hydronyme lac Montbeillard, nommé d'après François Potot de Montbeillard, a été officialisé le 5 décembre 1968 à la Commission de toponymie du Québec, soit lors de sa fondation.